# 1. ŽNL Brodsko-posavska 2002./03.
1. ŽNL Brodsko-posavska u sezoni 2002./03. predstavljala ligu prvog stupnja županijske lige u Brodsko-posavskoj županiji, te ligu četvrtog stupnja hrvatskog nogometnog prvenstva. 
 
Sudjelovalo je 16 klubova, a ligu je osvojila "Budainka" iz Slavonskog Broda. 

## Ljestvica
| mj. | klub                       | ut. | pob. | ner. | por. | gol+ | gol- | bod | bod- |
| --- | -------------------------- | --- | ---- | ---- | ---- | ---- | ---- | --- | ---- |
| 1.  | Budainka Slavonski Brod    | 30  | 20   | 3    | 7    | 49   | 25   | 63  |      |
| 2.  | Mladost Bicko Selo         | 30  | 18   | 7    | 5    | 78   | 31   | 61  |      |
| 3.  | Zadrugar Oprisavci         | 30  | 19   | 3    | 8    | 63   | 39   | 60  |      |
| 4.  | Svačić Bagi Stari Slatinik | 30  | 18   | 0    | 12   | 58   | 41   | 51  | -3   |
| 5.  | Slavonac Nova Kapela       | 30  | 16   | 3    | 11   | 65   | 45   | 19  | -2   |
| 6.  | Tomislav Donji Andrijevci  | 30  | 13   | 6    | 11   | 56   | 46   | 45  |      |
| 7.  | Omladinac Gornja Vrba      | 30  | 13   | 5    | 12   | 50   | 43   | 44  |      |
| 8.  | Posavac Davor              | 30  | 13   | 5    | 12   | 54   | 52   | 44  |      |
| 9.  | Batrina                    | 30  | 12   | 7    | 11   | 47   | 47   | 43  |      |
| 10. | Gardun Garčin              | 30  | 12   | 5    | 13   | 47   | 44   | 41  |      |
| 11. | Budućnost Rešetari         | 30  | 12   | 4    | 14   | 45   | 46   | 40  |      |
| 12. | Svjetlost Lužani           | 30  | 12   | 4    | 14   | 44   | 68   | 40  |      |
| 13. | Podvinje                   | 30  | 11   | 6    | 13   | 45   | 41   | 39  |      |
| 14. | Slavonija Bodovaljci       | 30  | 9    | 3    | 18   | 45   | 65   | 30  |      |
| 15. | Omladinac Staro Topolje    | 30  | 7    | 4    | 19   | 59   | 78   | 25  |      |
| 16. | Omladinac Ciglenik         | 30  | 2    | 1    | 27   | 28   | 122  | 7   |      |

## Rezultatska križaljka
| kratica | klub                       | BAT | BUDA | BUDU | GAR | MLA | OMLC | OMLGV | OMLST | POD | POS | SLAVA | SLAVI | SVAB | SVJ | TOM | ZAD |
| --- | -------------------------- | --- | ---- | ---- | --- | --- | ---- | ----- | ----- | --- | --- | ----- | ----- | ---- | --- | --- | --- |
| BAT | Batrina                    |     |      |      |     |     |      |       |       |     |     |       |       |      |     |     |     |
| BUDA | Budainka Slavonski Brod    |     |      |      |     |     |      |       |       |     |     |       |       |      |     |     |     |
| BUDU | Budućnost Rešetari         |     |      |      |     |     |      |       |       |     |     |       |       |      |     |     |     |
| GAR | Gardun Garčin              |     |      |      |     |     |      |       |       |     |     |       |       |      |     |     |     |
| MLA | Mladost Bicko Selo         |     |      |      |     |     |      |       |       |     |     |       |       |      |     |     |     |
| OMLC | Omladinac Ciglenik         |     |      |      |     |     |      |       |       |     |     |       |       |      |     |     |     |
| OMLGV | Omladinac Gornja Vrba      |     |      |      |     |     |      |       |       |     |     |       |       |      |     |     |     |
| OMLST | Omladinac Staro Topolje    |     |      |      |     |     |      |       |       |     |     |       |       |      |     |     |     |
| POD | Podvinje                   |     |      |      |     |     |      |       |       |     |     |       |       |      |     |     |     |
| POS | Posavac Davor              |     |      |      |     |     |      |       |       |     |     |       |       |      |     |     |     |
| SLAVA | Slavonac Nova Kapela       |     |      |      |     |     |      |       |       |     |     |       |       |      |     |     |     |
| SLAVI | Slavonija Bodovaljci       |     |      |      |     |     |      |       |       |     |     |       |       |      |     |     |     |
| SVAB | Svačić Bagi Stari Slatinik |     |      |      |     |     |      |       |       |     |     |       |       | \|   |     |     |     |
| SVJ | Svjetlost Lužani           |     |      |      |     |     |      |       |       |     |     |       |       |      |     |     |     |
| TOM | Tomislav Donji Andrijevci  |     |      |      |     |     |      |       |       |     |     |       |       |      |     |     |     |
| ZAD | Zadrugar Oprisavci         |     |      |      |     |     |      |       |       |     |     |       |       |      |     |     |     |
| |                            |     |      |      |     |     |      |       |       |     |     |       |       |      |     |     |     |
| podebljan rezultat - utakmice od 1. do 15. kola (1. utakmica između klubova) rezultat normalne debljine - utakmice od 16. do 30. kola (2. utakmica između klubova) rezultat nakošen - nije vidljiv redoslijed odigravanja međusobnih utakmica iz dostupnih izvora rezultat smanjen * - iz dostupnih izvora nije uočljiv domaćin susreta prekrižen rezultat - poništena ili brisana utakmica p - utakmica prekinuta 3:0 p.f. / 0:3 p.f. - rezultat 3:0 bez borbe n.i. - nije igrano |                            |     |      |      |     |     |      |       |       |     |     |       |       |      |     |     |     |

 Izvori: 